# Enicospilus pseudantennatus
Enicospilus pseudantennatus là một loài tò vò trong họ Ichneumonidae.